# Karl Theodor Eichler
 Karl Theodor Eichler  (* 15. Mai 1868 in Oberspaar bei Meißen; † 3. Februar 1946 ebenda) war ein deutscher  Porzellanmodelleur und Bildhauer.

## Leben
Theodor Eichler wurde als Sohn eines Baumeisters in Oberspaar bei Meißen geboren. Er besuchte die Grundschule in Cölln bei Meißen und anschließend die Mittlere Bürgerschule. Im Anschluss seiner Konfirmation lernte er an der Handelsschule in Meißen. Nach einer Eignungsprüfung begann er im Jahr 1885 in der Meißner Porzellanmanufaktur ein Studium im Fach Zeichnen und Modellieren bei Ernst August Leuteritz und Emmerich Andresen. Im September 1886 wurde er in der Manufaktur eingestellt und absolvierte eine fünfjährige Ausbildung zum Bossierer. Anschließend studierte er in der Zeit von 1891 bis 1894 an der Dresdner Kunstgewerbeschule bei Hugo Spieler. Im Anschluss daran arbeitete er in der Porzellanmanufaktur Meißen als Modelleur. Im April 1896 studierte er Bildhauerei an der Dresdner Kunstakademie in der Oberklasse bei Ernst Moritz Geyger. Im September 1897 studierte er bei Robert Diez und arbeitete als Meisterschüler in dessen Atelier mit. In seinem letzten Semester ersparte er sich die Studiengebühren auf Grund seiner hohen künstlerischen Begabung und Leistungen. Sein durchaus erfolgreiches Studium beendete er im Jahr 1903. Anschließend war er wieder bei der Porzellanmanufaktur Meißen angestellt. Bereits während des Studiums erhielt er mehrere Auszeichnungen und Ehrenzeugnisse sowie die kleine goldene Medaille als besondere Auszeichnung der Kunstakademie. Mit verschiedenen Bronzeplastiken war er seit 1899 bei den verschiedensten Kunstausstellung in Dresden, Berlin, Düsseldorf und Hannover vertreten. Studienreisen im Auftrag seines Arbeitgebers führten ihn im Jahr 1913 nach Nordafrika und Paris und später nach Rom. Seine Plastiken waren von Sachlichkeit und Realismus geprägt. Im Jahr 1910 arbeitete er zudem als Bildhauer mit eigenem Atelier in Meißen. Seit 1907 war er Mitglied der Künstlervereinigung Mappe. Er war 1914 Hauptmann der Landwehr-Feldartillerie a. D. der sächsischen Armee.

## Werke (Auswahl)
- 1890: Bronzefigur Justitia.
- 1899: Bronzeplastik Knabe mit Korb.
- 1899: Bronzeplastik Mädchen mit Kreisel.
- 1896 bis 1913: 72 diverse Porzellanplastiken für die Porzellanmanufaktur Meißen.
- 1905: Bronzefigur Diana.
- 1910: Bronzefigur Tänzerin.
- 1910: Bronzefigur Geißböckchen.
- 1911: Bronzefigur Sklavin.
- 1911: Bronzefigur Stehender weiblicher Akt.
- 1913: Christusfigur für die Kirche in Adorf/Vogtl.